# Robin Andersson
Robin Andersson Dickfors (* 27. Juli 1988 in Torshälla) ist ein ehemaliger schwedischer Handballspieler.
Der 1,80 Meter große und 85 Kilogramm schwere linke Rückraumspieler stand seine gesamte Spielerlaufbahn bei Eskilstuna Guif unter Vertrag. Mit Guif nahm er am Europapokal der Pokalsieger, am EHF Challenge Cup und dreimal am EHF-Pokal teil. Nach seinem Karriereende im Sommer 2021 wurde er Assistenztrainer der Mannschaft.
Zwischen dem 15. April 2010 und dem 6. November 2011 bestritt Robin Andersson für die schwedische Nationalmannschaft 13 Länderspiele, in denen er 22 Tore warf. Er stand im erweiterten Aufgebot für die Weltmeisterschaft 2011.